# Famille de Becdelièvre
Cet article possède des paronymes, voir Bec-de-lièvre.
La famille de Becdelièvre est une famille subsistante de la noblesse française originaire de Bretagne anoblie en 1442 par lettres patentes du duc de Bretagne. Elle a donné trois branches principales qui se divisèrent en plusieurs rameaux en Bretagne, en Normandie et dans le Maine. Depuis le milieu du XIXe siècle, il ne subsiste que la seconde branche, issue de Pierre de Becdelièvre, seigneur du Bois-Basset, dans la paroisse de Maure.
Famille de magistrats bretons sous l'Ancien Régime, elle a fourni des conseillers et des présidents au parlement de Bretagne, des conseillers et deux présidents à mortier à celui de Normandie, un avocat-général, un président et cinq premiers présidents en la chambre des comptes de Bretagne, deux premiers présidents en la cour des aides de Normandie. Elle compte également parmi ses membres des conseillers d'État, des chevaliers de Malte, un évêque de Nîmes en 1738.

## Histoire
La famille de Becdelièvre a pour berceau la petite ville de Lohéac en Bretagne, et remonte à Thomas Becdelièvre, habitant de cette ville, dont le fils, Guillaume Becdelièvre, habitant de la paroisse de Saint-André des Eaux, au diocèse de Dol, secrétaire de Jean IV de Bretagne, duc de Bretagne, fut anobli avec ses biens le 12 juillet 1442 par lettres patentes de ce prince,,.
En 1775, lorsque la branche de Becdelièvre de Cany sollicita d'être admise aux honneurs de la Cour; le généalogiste des Ordres du Roi chargé d'examiner ses titres adressa au maréchal du Muy, un rapport qui commence en ces termes « Cette famille a pour auteur Guillaume Becdelièvre, de la ville de Lohéac, en Bretagne, secrétaire de Jean V, duc de Bretagne, en 1426, lequel fut anobli par lettres de ce prince du 12 juillet 1442. On remarque que, lors de la réformation de la noblesse de la même province en 1669, François Becdelièvre, vicomte du Bouéxic, l'un des descendants du même Guillaume, allégua qu'il était fils de Thomas, vivant en 1411 et petit-fils de Pierre, vivant en 1350 et que ces deux sujets étaient nobles, mais qu'il ne produisit aucun acte sur eux. ».
On trouve dans les manuscrits de Chérin la note suivante sur cette famille : « L'opinion commune des Nantais est que MM. de Becdelièvre viennent d'un apothicaire de Poitiers mais celle qui paraît la plus vraisemblable est celle du P. Lobineau qui dans les Remarques sur quelques familles de Bretagne, dit cette famille, originaire du bourg de Lohéac, en Bretagne, et ayant fait fortune dans les basses juridictions, a passé dans les hautes où elle occupe les premières charges. ».
La famille de Becdelièvre obtint de la Chambre pour la réformation de la noblesse de Bretagne un arrêt de maintenue de noblesse du 14 mai 1669 lui reconnaissant une noblesse d'ancienne extraction sur présentation d'une filiation faisant de Guillaume Becdelièvre (anobli en 1442) le petit-fils d'un Pierre Becdelièvre, écuyer, seigneur du Bouexic vivant en 1350,.
La branche de Becdelièvre de Cany est admise aux Honneurs de la Cour en 1775.
Elle est membre de l'ANF depuis 1955.

## Personnalités
- Guillaume Becdelièvre, seigneur du Bouexic, secrétaire du duc Jean IV de Bretagne, anobli en Juillet 1442[3].
- Pierre Becdelièvre, maire de Rennes de 1485 à 1489.

### Branche la Busnelaye, marquis de Becdelièvre
- François Becdelièvre seigneur de la Busnelaye, conseiller au parlement de Bretagne en 1620 puis premier en la chambre des comptes de Bretagne, à Nantes en 1633. Marié en 1621 à Jeanne Blanchard[3].
- Jean-Baptiste de Becdelièvre seigneur de la Busnelaye, fils du précédent, avocat-général en la chambre des comptes de Bretagne à Nantes (1646), conseiller au parlement de Bretagne (1649) et président à mortier au même parlement (1652). Marié en 1647 Louise Harrouys[3].
- Jean-Baptiste de Becdelièvre, seigneur de la Busnelay (1651-1736), fils du précédent, président au Parlement de Bretagne. Marié en 1677 à Renée de Sesmaisons[3].
- Guillaume-Jean-Baptiste-François de Becdelièvre (1651-1733), fils du précédent, marquis de Becdelièvre en 1717, premier président de la chambre des comptes de Bretagne en 1716. marié en 1705 à Françoise Le Nobletz[3].
- Hilarion-François marquis de Becdelièvre (1707-1787), fils du précédent, conseiller du roi en tous ses conseils, premier président de la chambre des comptes de Bretagne en 1733. Marié en 1740 Marie-Anne d'Anviray de Machonville[3]. Il fut l'un des cofondateurs de la Chambre littéraire de la ville de Nantes.
- Hilarion-Anne-François-Philippe, marquis de Becdelièvre (1743-1792), fils du précédent, président à la chambre des comptes de Bretagne. Marié en 1778 à Marie-Victoire de Coutances[3].
  - Sa fille Marie Madeleine Juliette de Becdelièvre (1775-1840) épouse en 1800 Louis Auguste Victor de Ghaisne de Bourmont (1776-1846).
- Charles-Prudent de Becdelièvre (1705-1784), évêque de Nîmes[3].

### Branche de Quevilly

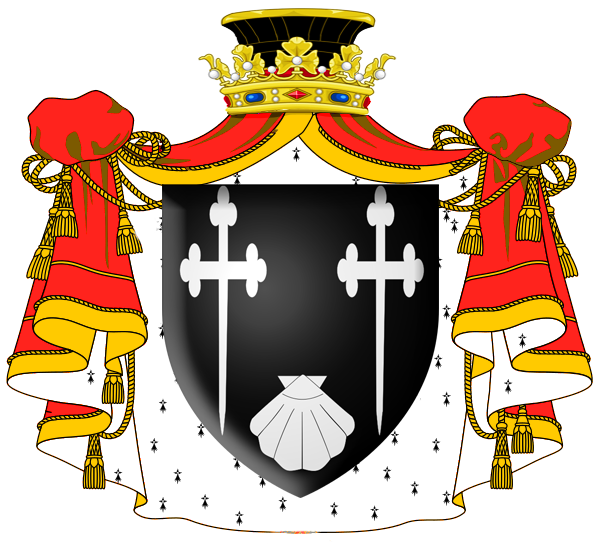
Armes de Thomas-Charles de Becdelièvre (†1711), président à mortier au parlement de Normandie.

- René Becdelièvre, seigneur de Sazilly et de Quevilly. Il suivit le roi Louis XII à la conquête du Milanais. Le roi le nomma en 1502 gouverneur et Podestat de la ville d'Alexandrie, puis après la perte du duché de Milan, il le récompensa de ses services en lui attribuant en 1512 par une charge de conseiller à l'échiquier de Normandie. Il succéda au cardinal d'Amboise dans la charge de garde des sceaux de la chancellerie près le parlement de Rouen[8],[3].
- Charles de Becdelièvre , seigneur d'Hocqueville (1579-1622), gentilhomme ordinaire de la chambre du roi Louis XIII, conseiller d'État, mestre de camp d'infanterie.
- Pierre de Becdelièvre, marquis de Quevilly (1654) baron de Cany et d'Archigny, conseiller d'État en 1644, premier président à la Cour des aides de Normandie, fondateur des Carmes déchaussés de Rouen en 1660. Marié à Madeleine de Moy de Breurville[3].
- Thomas-Charles de Becdelièvre (†1711), fils du précédent, marquis de Quevilly, baron d'Archigny, président à mortier au parlement de Normandie. Marié en 1674 à Anne Pellot[3].

### Branches du Val-Hammon et de Brossay
- Henri de Becdelièvre, garde de la Marine Royale, tué le 24 août 1704, sur le vaisseau-amiral Le Foudroyant du prince de Toulouse, lors de la bataille navale de Velez-Malaga.
- Pierre-Joseph de Becdelièvre, chevalier de Malte en 1718, enseigne des vaisseaux du roi, mort à bord du Mercure le 13 septembre 1746, lors de l'Expédition du duc d'Anville[9].
- Antoine-Pierre de Becdelièvre (1734-1759), garde de la Marine royale, tué à 25 ans sur le vaisseau Le Thésée, le 20 novembre 1759, lors de la bataille de la Baie de Quiberon, connue sous le nom de Bataille des cardinaux.
- François-Gabriel-Philippe-Narcisse de Becdelièvre, seigneur du Val-Hamon (1778-1858), peintre, érudit[5].
- Antoine-Gabriel de Becdelièvre dit le comte de Becdelièvre (1800-1863), historien, auteur de l'ouvrage Biographie Liégeoise, publié chez Jeunehomme frères, en 1837.
- Louis-Aimé-Victor de Becdelièvre dit le vicomte de Becdelièvre (1826-1871), ancien élève de l'École spéciale militaire de Saint-Cyr (1848), participe aux Campagnes d'Italie de 1850 à 1852, puis de Crimée de 1854 à 1856. En qualité de major du Bataillon des tirailleurs franco-belges, au service du Saint-Siège, il prend part au combat de Castelfidardo en 1860. Nommé lieutenant-colonel dans l'armée des Zouaves pontificaux, il combat à Ponte-Correse. Il est chevalier de la Légion d'honneur, décoré de la médaille de Crimée et Pro Petri Sede. Il est commandeur de l'Ordre de Pie IX[5].
- Aloÿs Anne Marie de Becdelièvre dit le vicomte de Becdelièvre(1843-1911), camérier secret de cape et d'épée des papes Léon XIII et Pie X[5].

## Armes et titres
« De sable à 2 croisettes recroisetées, au pied fiché, en chef, et une coquille en pointe, le tout, d'argent ».
La branche ainée bretonne (éteinte) reçut le titre de vicomte de Bouexic par lettres patentes de 1637(titre éteint auXVIIIe siècle) puis le titre de marquis de Becdelièvre par lettres patentes de 1717 (En vertu desdites lettres patentes, Louis Philippe de Becdelièvre (1830-1882), Branche du Brossay, hérite du titre de marquis.
La branche cadette (éteinte) fixée en Normandie, obtint en considération des services rendus au royaume de France, l'érection de la seigneurie de Quevilly, en marquisat de Quevilly, par lettres patentes de mai 1654 (titre éteint au XVIIIe siècle).
La branche subsistante porte les titres de courtoisie de marquis comte et vicomte de Becdelièvre.

## Possessions
- Château du Bouëxic
- Château de la Seilleraye
- Château de Boussay
- Château du Grand-Quevilly
- Château de l'Épinay
- Château de Cany
- Château de Brumare
- Château de la Bancalié
- Château du Brossay

## Galerie

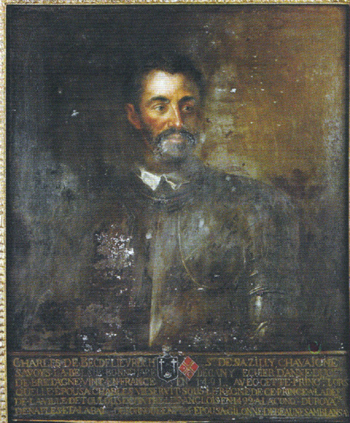
Charles de Becdelièvre.
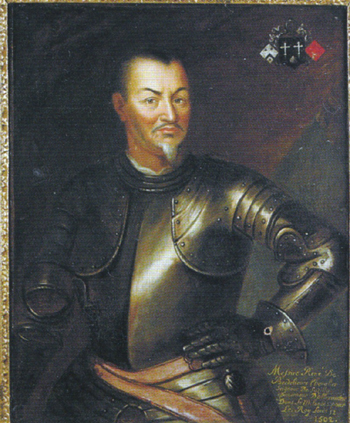
René de Becdelièvre.
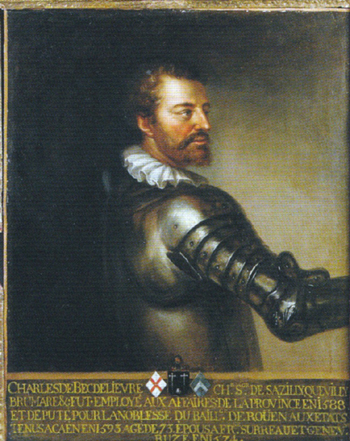
Charles de Becdelièvre.
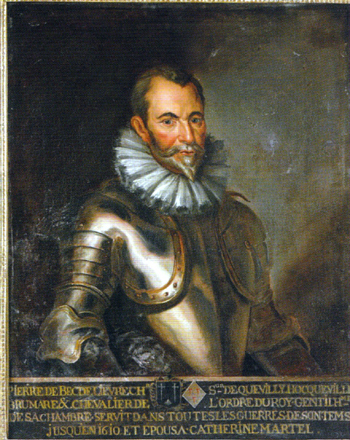
Pierre de Becdelièvre.
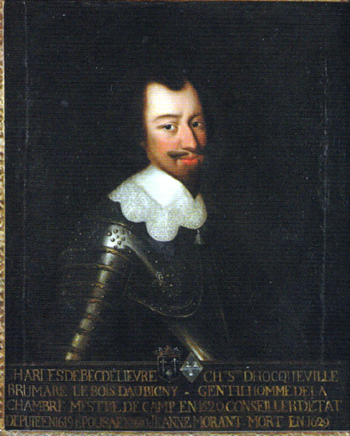
Charles de Becdelièvre.
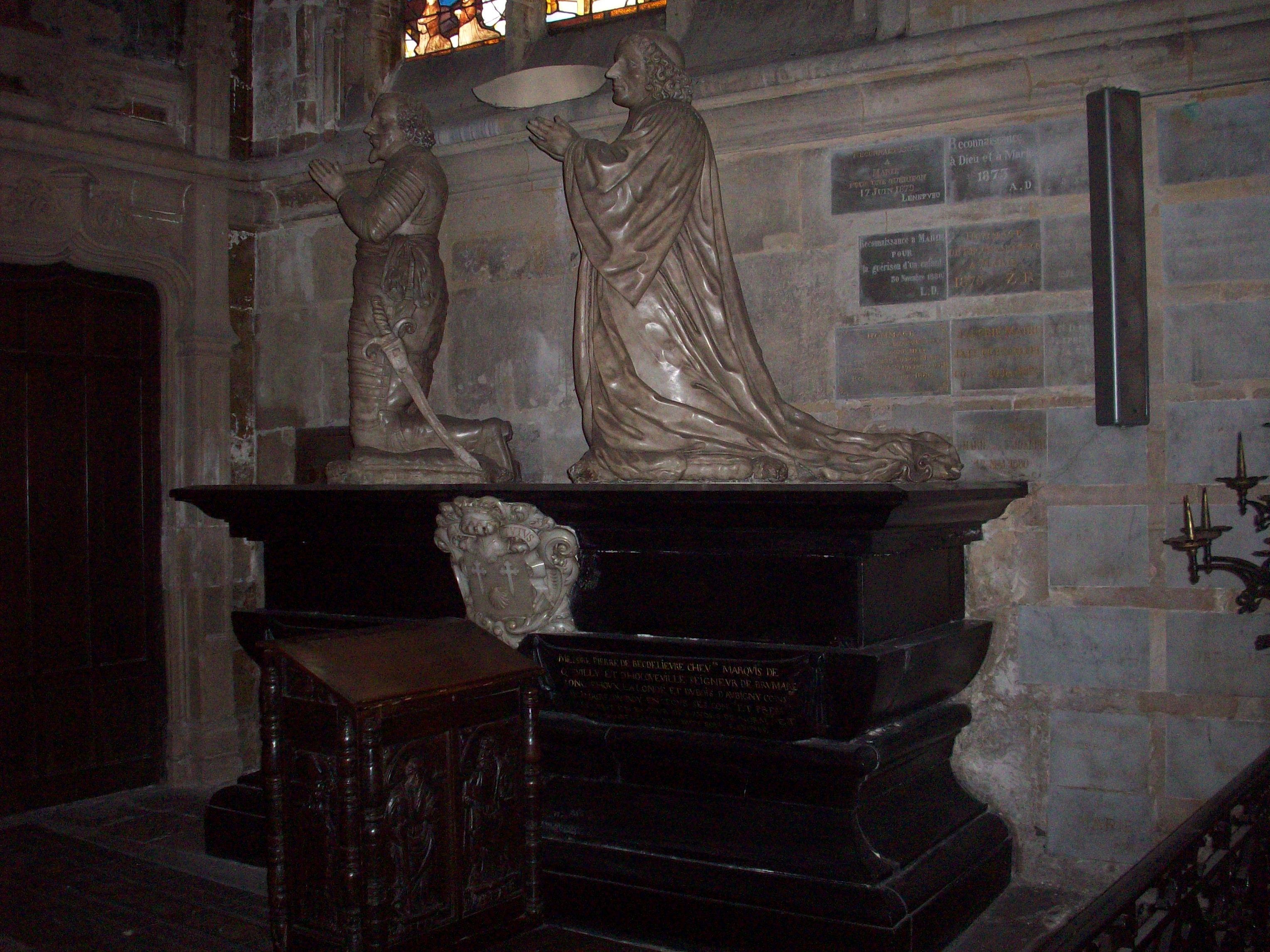
Cénotaphe comprenant les orants de Charles et Pierre de Becdelièvre, seigneurs d'Hocqueville et seigneurs puis marquis de Quevilly (église Saint-Godard de Rouen).
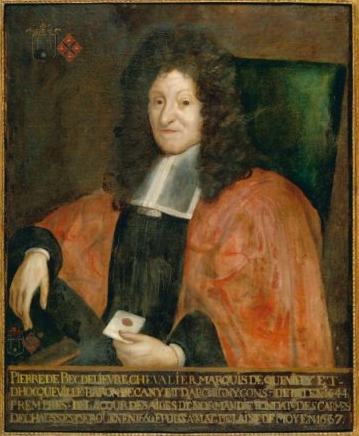
Pierre de Becdelièvre.
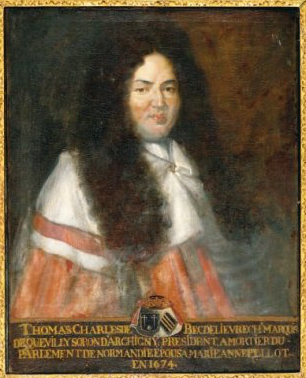
Thomas Charles de Becdelièvre.
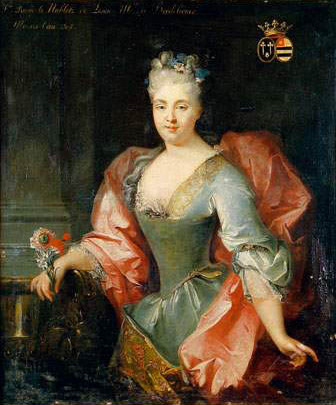
La marquise de Becdelièvre, par Robert Tournières.
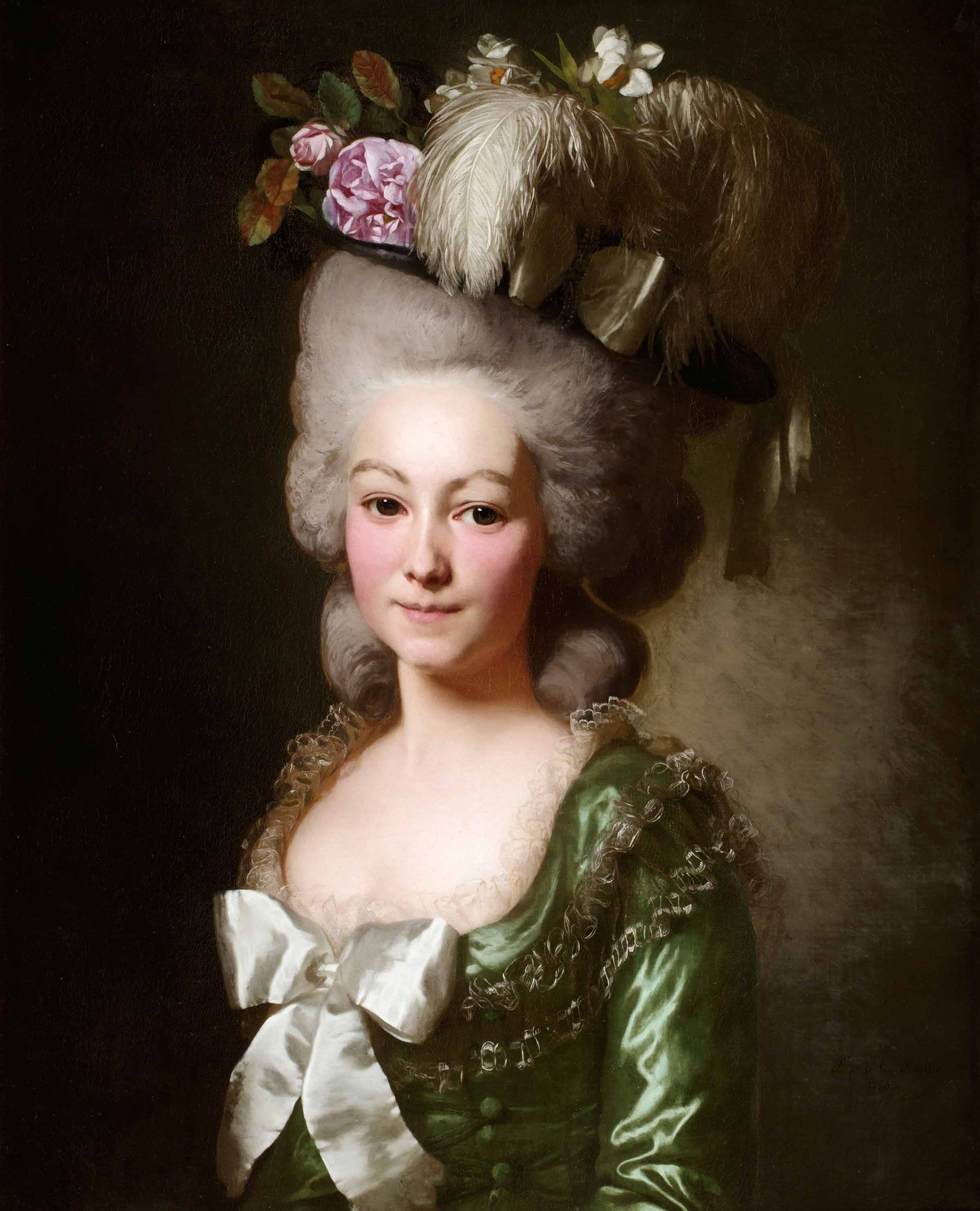
La marquise de Becdelièvre, par Alexandre Roslin.
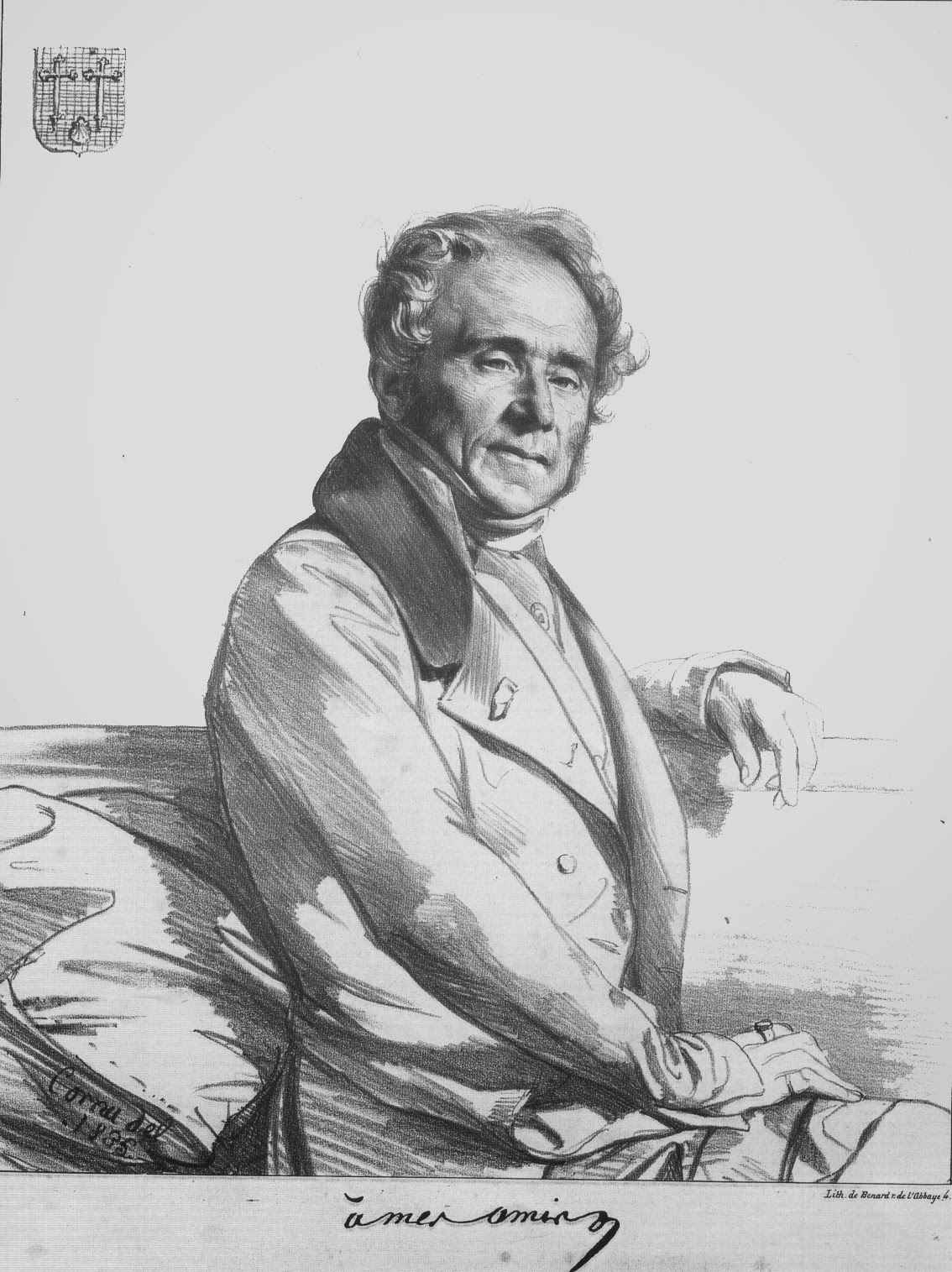
Narcisse de Becdelièvre.
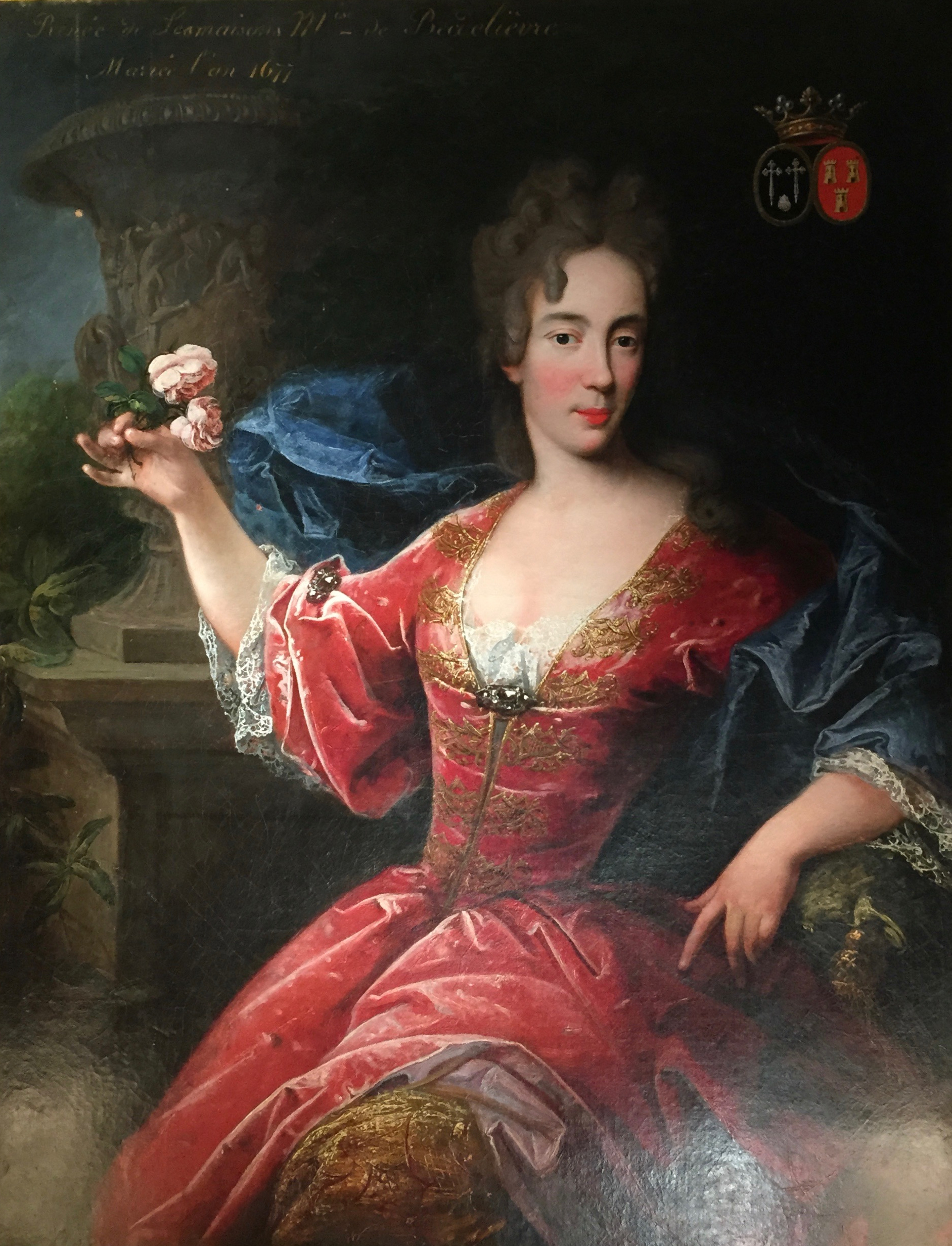
Renée de Sesmaisons, marquise de Becdelièvre, mariée en 1677, par Pierre Mignard.

## Alliances
Les principales alliances de la famille de Becdelièvre sont : de Goulaine, Harouys, Cornulier, de Charette, Blanchard, de Sesmaisons, du Plessis-Mauron,
de Derval, de Bourgneuf de Cucé, Le Nobletz, de Renouard, Bonamy, de La Tullaye, de Boussineau, Libault de La Chevasnerie, Burot de Carcouët, Fourché de Quéhillac, Le Lasseur de Ranzay, de Saint-Pern, de Lorgeril, de Cadoudal, Ruzé, Marc, de Courtarvel, de Franquetot, d'Estampes, de Talaru, d'Espinay, de La Villéon, Picaud de La Pommeraye, de Bédée, de Poulpiquet du Halgouët, d'Argouges, de Ghaisne de Bourmont, de Houdetot, de Rosily de Méros, de La Planche de Ruillé, de La Selle, de Menou, Reynaud de Bologne de Lascours, de Hamal, de L'Estourbeillon, Bascher de Beaumarchais, de la Grandière, de Roquefeuil, de Liedekerke, de Montmorency (1797), de Truchis de Varennes, Binet de Jasson, de Boyer de Castanet de Tauriac, de La Fouchardière, Chodron de Courcel, de Meaux, d'Indy, de Saint-Phalle, de Maillard-Taillefer, du Teilhet de Lamothe, de Piolenc, de La Cropte de Chantérac, Guyon de Montlivault.